# Ivan Mužić
Ivan Mužić (Salona, 1934. szeptember 14. – Split, 2021. március 22.), horvát jogász, történész, publicista, katolikus laikus aktivista.

## Élete
A spliti Klasszikus Gimnáziumban érettségizett 1953-ban. A Zágrábi Egyetemen szerzett jogi diplomát 1958-ban. Tagja volt a spliti és makarskai érsekség első lelkipásztori tanácsának. A Horvát Katolikus Egyház küldötte volt az 1967-es római katolikus világkongresszuson. 1965-től 1972-ig ügyvédként dolgozott, amikor a kommunista rezsim ellenségeként felfüggesztették. Közben 1971 végén doktorált a Zágrábi Egyetem Jogi Karán. Kétszer került börtönbe horvát nacionalistaként. Először 1956-ban Rómából hazatérve, de az ügyészség nem tudta bizonyítani, hogy bűncselekményt követett el. Másodszor 1972 márciusában, a horvát tavasz összeomlása után másodszor is megvádolták állítólagos horvát nacionalizmussal, és húsz napig volt előzetes letartóztatásban. 1972 és 1975 között a spliti kerületi bíróság előtt politikai pert folytattak ellene, de a zágrábi legfelsőbb bíróság 1975-ben „bizonyítékok hiányában” felmentette.
Aktív katolikus laikus volt, de sohasem vállalt egyházi pozíciót. Számos vallási tárgyú előadást tartott. 1990. december 13-án Rómában a Pápai Antonianum Egyetem nagytermében rendezett ünnepi ülésen tartott beszédet Alojzije Stepinac bíboros emlékére. Miután az 1990-es években újraindult a Matica hrvatska tevékenysége, tagja lett a Matica spliti szervezetének. Tagja volt néhány más kulturális társaságnak és egyesületnek (Horvát Honőrség, Horvát Kulturális Tanács, Horvát Régészeti Társaság, stb.). Számos hazai és nemzetközi kitüntetésben és díszdoktori címben részesült, 2003 áprilisában pedig megkapta a Split-Dalmácia Megye Életműdíját. Életének utolsó tíz évében kerülte a nyilvános szerepléseket és könyvbemutatókat, de szinte minden évben megjelent egy-két könyv visszaemlékezéseivel és feljegyzéseivel. 2021. március 22-én hunyt el, március 25-én helyezték örök nyugalomra a solini temetőben.

## Tudományos munkássága
Történészi munkásságának fő területei a szabadkőművesség („Masonstvo u Hrvata” a horvát szabadkőművesség című monográfiájának 2005-ben már nyolcadik, kiegészített kiadása jelent meg) és a horvátok eredete volt. A legnagyobb port a horvátországi szabadkőművességről írt könyvei kavarták fel, melyekben bizonyította, hogy a két világháború közötti jugoszláviai szabadkőművesség fő célja a horvát katolikus egyház Rómától való elszakítása volt. A világ szabadkőműves szaktekintélyei kiválónak, alaposnak és tárgyilagosnak értékelték ezeket a könyveket. 1987-ben Bogdan Radica Mužićot „legnagyobb kortárs történészünknek” nevezte.
Különös figyelmet keltettek a horvátok eredetéről és őshazájáról szóló könyvei. Folytatta Nada Klaić történész gondolatát (A horvátok története a kora középkorban című könyvében, 1971), hogy „a horvát történelem első oldala még nincs teljesen megírva”. Szorgalmazta a horvát történelem gyökereinek antropológiai és antropogenetikai kutatását. Az ezredforduló legújabb tudományos antropogenetikai kutatásai a törzsek és népek, valamint nem asszimilálható haplocsoportjaik mozgását nyomon követő genetikai kutatásai részben megerősítették azt az alapvető állítását, miszerint a mai horvátokban a balkáni őslakosok génjei dominálnak és a Balkán délszláv területein a balkáni őslakosság génjei az uralkodóak. Szenvedélyes vitapartner volt a horvát nemzeti kérdések és katolicizmus tárgyában. 1967-től napjainkig mintegy hatvan könyve jelent meg, közülük több bővített kiadásban, illetve később más néven.

## Fő művei
- Razmatranja o povijesti Hrvata, Split, 1967.
- Hrvatska politika i jugoslavenska ideja, Split, 1969.
- Izrael i Antikrist, Crkva u svijetu, Split, 1975.
- Katolička crkva, Stepinac i Pavelić Split, 1978.
- Stjepan Radić, Split, 1980.
- Masonstvo u Hrvata, Split, 1983.
- Smisao masonstva, Split, 1984.
- Hrvati i autohtonost (Podrijetlo i pravjera Hrvata), Zagreb, 1989.
- Hitler i Izrael, Split, 1995.
- Hrvatska povijest, Split, 2002.
- Mjesec u Hrvata i Zmajeva pećina, Split, 2003
- Zlodusi u Hrvatskoj, Split, 2004.
- Hrvatska povijest devetoga stoljeća, Split, 2006.
- Vjera Crkve bosanske: krstjani i pogani u srednjovjekovnoj Bosni, Split, 2008.
- O hrvatskoj etnogenezi i masonstvu u Hrvata: obračuni, Split, 2009.
- Hrvatska kronika u Ljetopisu popa Dukljanina, Split, 2011.
- Hrvatski vladari od sredine VI. do kraja IX. stoljeća, Split, 2012.
- Alojzije Stepinac, Split, 2013.
- Sikstinska Madona, Split, 2014.
- Sudbina i sloboda volje, Split, 2014.
- Sjećanja na Franu Franića, Franju Tuđmana i Zvonka Bušića: s komentarima, Split, 2015.
- Ivan Meštrović i slobodno zidarstvo, Split, 2015.
- Sveti Juraj u Hrvata, Matica hrvatska, Split, 2015.
- Jozo Kljaković i slobodno zidarstvo, Split, 2016.
- Jeruzalemski Hram na kraju vremena, Split, 2016.
- O Josipu Manoliću, Eugenu Laxi i Simboličkoj Velikoj loži Libertas, Split, 2016.
- O hrvatskom masovnom pokretu 1971. godine u Splitu, Split, 2017.